# Мозговой импульс
«Мозговой импульс» (англ. Brainwaves) — кинофильм.

## Сюжет
Молодой женщине пересаживают мозг жертвы убийства. Сперва всё идёт хорошо, но через некоторое время новый мозг усиливает контроль над телом. В состоянии транса женщина мстит за убийство донора мозга.